# Kasimizm

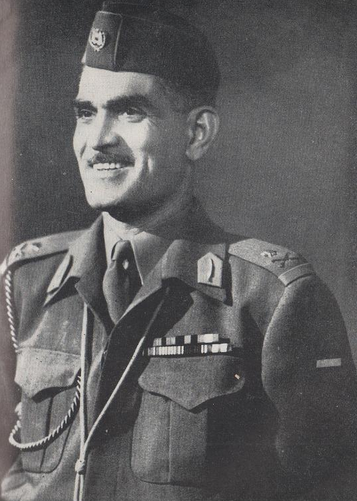
Abd al-Karim Kasim

Kasimizm (arab. التيار القاسمي, trl. at-Tayyār al-Qāsimī) – iracka ideologia o charakterze nacjonalistycznym, oparta na myślach i polityce Abda al-Karima Kasima, który rządził Irakiem w latach 1958–1963.

## Ideologia
Kasimizm przeciwstawia się panarabizmowi, paniranizmowi, panturkizmowi, turanizmowi, kurdyjskiemu nacjonalizmowi i wszelkim innym ideologiom, które mogą wpłynąć na jedność narodu irackiego i odebrać Irakowi jego terytorium. Główną polityką kasimizmu jest iracki nacjonalizm, który ma na celu zjednoczenie i równouprawnienie wszystkich grup etnicznych Iraku, tj. Arabów, Kurdów, Turkmenów, Asyryjczyków, Ormian, Jazydów i Mandejczyków. Z tego powodu Abd al-Karim Kasim był w stałym konflikcie z krajowymi baasistami, panarabistami i kurdyjskimi separatystami. W ideologii kasimizmu Irak jest uznawany za najwyższe dobro, a jego rdzenia doszukuje się w starożytnym mezopotamskim dziedzictwie Iraku (sumeryjskim, akadyjskim, babilońskim i asyryjskim). Kasimizm to ideologia sekularna, faworyzująca tożsamość narodową nad religijną.
Kasimizm ma również tendencje irredentystyczne, wynikające z faktu, że Abd al-Karim Kasim i wielu jego zwolenników chciało, żeby Kuwejt oraz Chuzestan stały się integralną częścią Iraku. To właśnie kasimiści byli odpowiedzialni za stworzenie przekonania, że Kuwejt oraz Chuzestan są prawowitymi ziemiami irackimi. Przekonanie to wpłynęło później m.in. na Saddama Husajna, który również je przyjął, spopularyzował oraz uczynił motywem irackiej inwazji na Kuwejt i wojny iracko-irańskiej.
Nacjonalizacja oraz populizm pełniły szczególną rolę w tej ideologii. Abd al-Karim Kasim był tym, który odpowiadał za ostateczne obalenie ustanowionej przez Brytyjczyków monarchii w Iraku i wprowadzenie w jej miejscu narodowej republiki. Pod jego rządami zrealizowano również nacjonalizację i parcelację 99% ziem należących dawniej do brytyjskich koncernów naftowych (Iraq Petroleum Company).
Kasimizm dąży do emancypacji kobiet, zachęcając je do brania większego udziału w społeczeństwie i do obejmowania ważnych stanowisk, przyczyniających się do rozwoju Iraku. Zachęcał do tego sam Abd al-Karim Kasim, który przepisał iracką konstytucję, żeby móc zagwarantować więcej praw dla Irakijek. Pod rządami kasimistów Irak mianował swoją pierwszą kobietę-minister, Nazihę al-Dulajmi - pierwszą kobietę w całym świecie arabskim, która pełniła znaczącą rolę polityczną. Jej działalność zainspirowała powstanie ustawy o sprawach cywilnych z 1959 r., która zliberalizowała prawo dotyczące małżeństw i dziedziczenia z korzyścią dla irackich kobiet.

## Symbolika

Flaga Iraku Kasima. Barwy panarabskie symbolizują irackich Arabów, żółte słońce Kurdów, a czerwone promienie Asyryjczyków
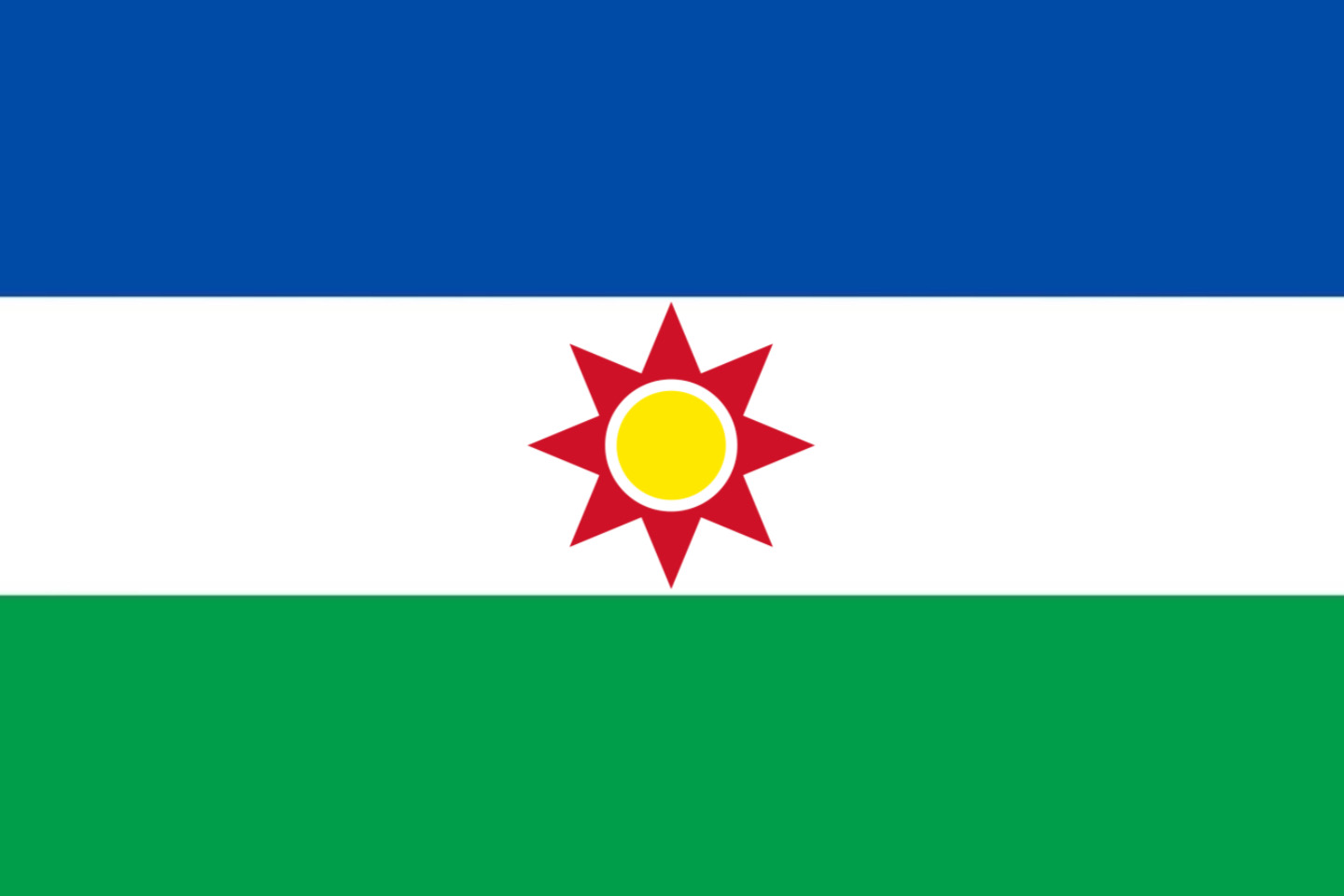
Nowa proponowana flaga Iraku, zaprojektowana przez irackich nacjonalistów. Symbolika jasno wskazuje na wpływy kasimizmu
Godło Iraku Kasima, będące kombinacją gwiazdy Isztar z solarnym symbolem Szamasza
Kasimistyczna wersja gwiazdy Isztar